# Proch

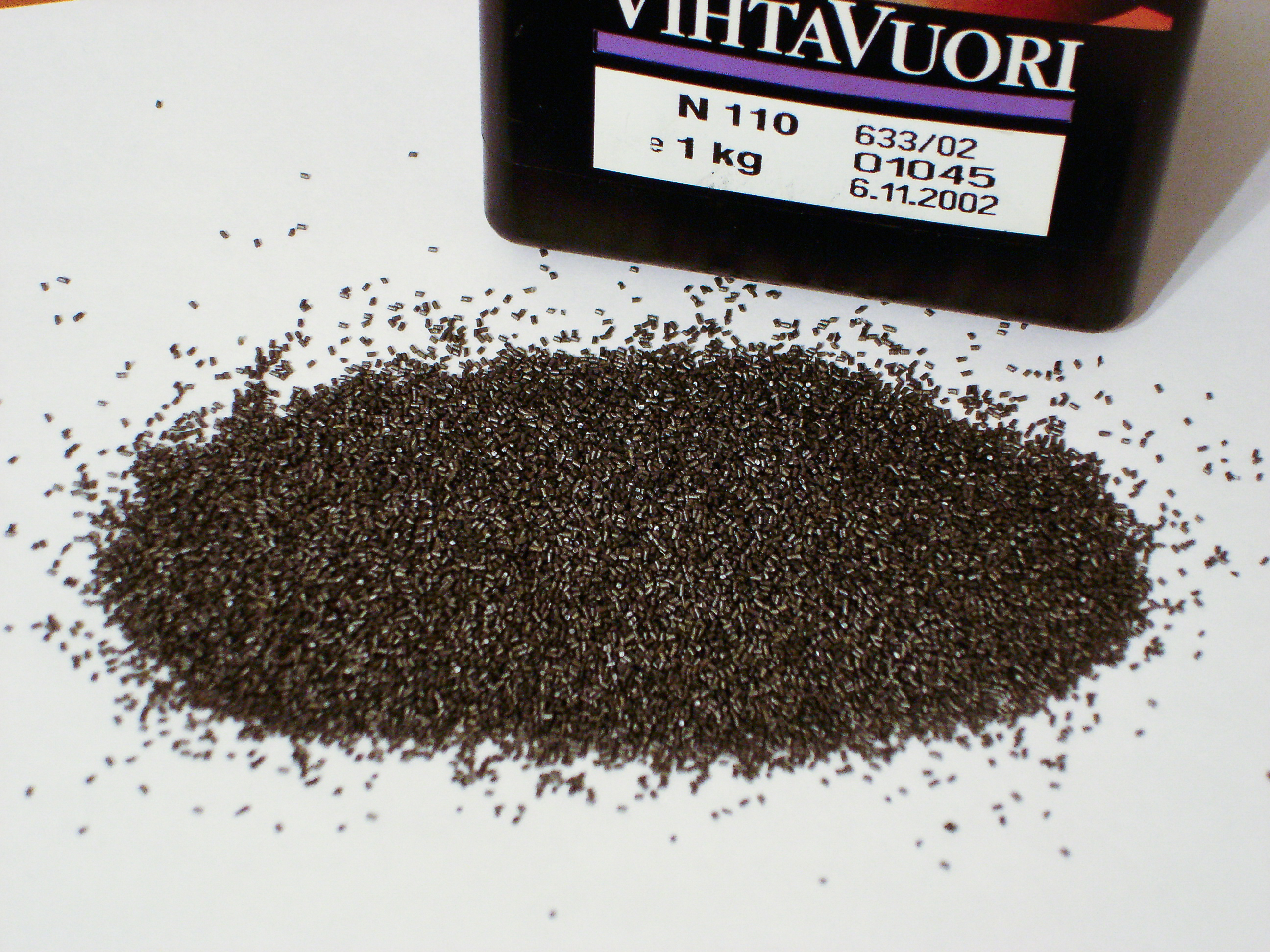
Proch bezdymny

Proch — materiał wybuchowy, służący głównie jako ładunek miotający w broni palnej.
Najstarszym materiałem wybuchowym tego typu jest proch czarny (dymny), wynaleziony przez taoistycznego chemika w Chinach już w IX wieku naszej ery, a powszechnie używany w Europie w celach militarnych około wieku XIII. Miał on postać sypkiej mieszaniny koloru czarnego. Proch czarny używany był jako materiał wybuchowy miotający, a także materiał wybuchowy kruszący. Pod koniec XIX wieku pojawiły się różne rodzaje prochu bezdymnego, które wyparły proch czarny jako materiał miotający w broni palnej. Proch bezdymny ma w zależności od rodzaju postać ziaren lub kryształków, różnego kształtu i wielkości.
Rodzaje prochu:
- proch czarny (proch dymny)
- proch chloranowy
- proch bezdymny
  - proch nitrocelulozowy
  - proch nitroglicerynowy
  - proch nitroglikolowy
  - kordyt
  - balistyt
  - proch bezbłyskowy